# Almolonga
Almolonga é uma cidade da Guatemala do departamento de Quetzaltenango, localizado na estrada entre Ciudad de Quetzaltenango e Zunil. Sua população é majoritariamente indígena, falando quiché.
A vila é conhecida como a "Cesta vegetal das Américas" (La hortaliza de las Américas), devido ao cultivo intensivo de vegetais na sua vizinhança. Atrações turísticas incluem banhos termais e nas proximidades Paradise Valley.
Uma igreja protestante formada em Almolonga, na década de 1970, que deram a população da cidade, valiosa infra-estrutura que permita a cidade a colheita das culturas com mais sucesso apesar da cidade depender fortemente de pesticidas. Há argumento de que alta percentagem da cidade segue protestantismo e é frequentemente citado como um lugar de renascimento. [1]